# Непалгандж
Непалгандж (неп. नेपालगञ्ज) — місто на південному заході Непалу, у районі Банке зони Бхері Середньозахідного регіону країни.

## Географія
Розташований в фізико-географічному регіоні Тераї, недалеко від кордону з Індією, на висоті 157 м над рівнем моря.

### Клімат
Місто знаходиться у зоні, котра характеризується вологим субтропічним кліматом. Найтепліший місяць — червень із середньою температурою 31.8 °C (89.2 °F). Найхолодніший місяць — січень, із середньою температурою 15.3 °С (59.5 °F).
| Клімат Непалганджа      | Клімат Непалганджа | Клімат Непалганджа | Клімат Непалганджа | Клімат Непалганджа | Клімат Непалганджа | Клімат Непалганджа | Клімат Непалганджа | Клімат Непалганджа | Клімат Непалганджа | Клімат Непалганджа | Клімат Непалганджа | Клімат Непалганджа | Клімат Непалганджа |
| Показник                | Січ.               | Лют.               | Бер.               | Квіт.              | Трав.              | Черв.              | Лип.               | Серп.              | Вер.               | Жовт.              | Лист.              | Груд.              | Рік                |
| Середня температура, °C | 15,3               | 17,7               | 23                 | 28,6               | 31,3               | 31,8               | 29,7               | 29,1               | 28,6               | 26,2               | 21,2               | 16,5               | 24,9               |
| Норма опадів, мм        | 25.6               | 20.6               | 16.9               | 14.3               | 41.6               | 195.1              | 380.4              | 323.5              | 215.1              | 56.5               | 3.1                | 9.4                | 1302.1             |
| Днів з опадами          | 1,5                | 1,5                | 1,4                | 1,2                | 2,5                | 7,5                | 13,2               | 12,5               | 8,4                | 2,2                | 0,2                | 0,9                | 53                 |
| Вологість повітря, %    | 69.1               | 61.9               | 47.3               | 39.7               | 43.8               | 58.5               | 77.3               | 80.3               | 77.6               | 66                 | 64.3               | 68.4               | 62.9               |
| ----------------------- | ------------------ | ------------------ | ------------------ | ------------------ | ------------------ | ------------------ | ------------------ | ------------------ | ------------------ | ------------------ | ------------------ | ------------------ | ------------------ |
| Джерело: Weatherbase    |                    |                    |                    |                    |                    |                    |                    |                    |                    |                    |                    |                    |                    |

## Демографія
Населення міста за даними перепису 2011 року становить 72 503 особи; за даними перепису 2001 року воно налічувало 57 535 чоловік. Рідною мовою для корінних жителів міста є авадхі; непальська мова є рідною для проживаючих тут пахарі, а також широко використовується як мова міжнаціонального спілкування і як офіційна мова Непалу.

## Транспорт
Поблизу міста розташований аеропорт Непалгандж, обслуговуючий багато місцевих рейсів. Здійснюються автобусні перевезення, що з'єднують Непалгандж майже з усіма районами заходу країни, а також з великими містами сходу Непалу. Гілка індійських залізниць закінчується в селі Рупаідіха, по іншу сторону кордону, від Непалганджу. На кордоні є міжнародний пункт пропуску.

## Культура
У Непалгандж розташований індуїстський храм Багешворі — один з найважливіших храмів Непалу.